# علي بيغ كندي (تشاراويماق)
علي بيغ كندي (بالفارسية: علی‌بیگ‌کندی) هي منطقة سكنية تقع في قسم تشاراويماق المركزي في إيران. يقدر عدد سكانها بـ 149 نسمة .